# 진 색스
진 색스(영어: Gene Saks, 1921년 11월 8일 ~ 2015년 3월 28일)는 미국의 배우, 영화 감독이다. 토니상을 여러 번 수상했다. 배우 비 아서와 결혼했다가 이혼했다.

## 영화

### 감독
- 맨발 공원
- 선인장 꽃

### 배우
- 노스바스의 추억
- 아이큐 (영화)
- 해리 파괴하기

## 연극
- 지옥의 기계